# Fritz Leo Liertz

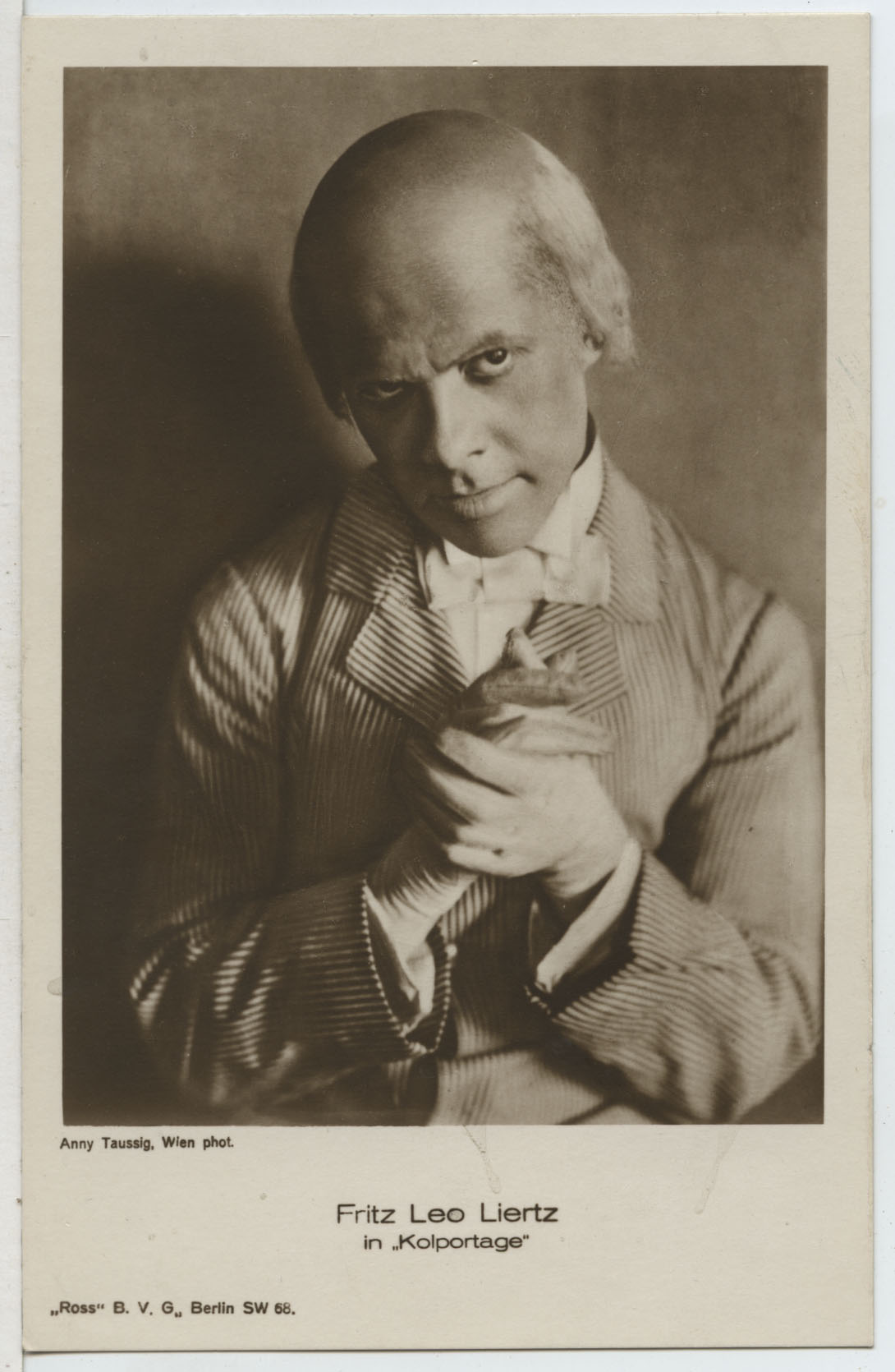
Fritz Leo Liertz in Kolportage, vor 1940

Friedrich Leopold August Benedict Anton Maria „Fritz Leo“ Liertz (auch Fritzleo Liertz; * 30. Mai 1896 in Düsseldorf; † 7. August 1977 in Köln) war ein deutscher Schauspieler, Hörspiel- und Synchronsprecher.

## Leben und Wirken
Der Sohn des Landgerichtsrats Lorenz Liertz und dessen Frau Antonie, geb. von der Decken-Himmelreich, absolvierte seine künstlerische Ausbildung zunächst in Köln. Anschließend besuchte er für ein Jahr die Hochschule für Bühnenkunst des Düsseldorfer Schauspielhauses, wo er Mitschüler von Gustaf Gründgens, Paul Kemp, Til Klokow und Walter Oehmichen war. Als Theaterschauspieler spielte er an verschiedenen Bühnen von Düsseldorf bis Würzburg sehr erfolgreich humorvolle Parts und betätigte sich auch als Regisseur, beispielsweise in Würzburg.
In Film- und Fernsehproduktionen war Liertz ein seltener Gast. Zu seinen raren Auftritten gehören jene in Peter Hamels Schneider-Wibbel-Inszenierung von 1959, in Gerhard Klingenbergs Adaption von Theodor Fontanes Unterm Birnbaum sowie in der Sherlock-Holmes-Serie des WDR mit Erich Schellow in der Titelrolle.
Daneben arbeitete Liertz lange und umfangreich als Sprecher und Schauspieler beim Rundfunk, vor allem beim WDR. Außerdem war Liertz als Synchronsprecher tätig und lieh seine Stimme unter anderem Edgar Kennedy in Dick und Doof – Ganz doof (Deutsche Fassung 1963), James C. Morton in Dick und Doof im Wilden Westen (Deutsche Fassung 1952) und C. Montague Shaw in Dick und Doof als Rekruten (Deutsche Fassung 1952).
Fritz Leo Liertz starb 1977 in Köln.

## Filmografie (Auswahl)
- 1959: Schneider Wibbel
- 1961: Der fröhliche Weinberg
- 1963: Unterm Birnbaum
- 1968: Sherlock Holmes – Die Bruce-Partington-Pläne

## Hörspiele (Auswahl)
- 1947: Auf Flügeln der Morgenröte; NWDR; Regie: Eduard Hermann
- 1947: Das Sanatorium des Dr. Franconi; NWDR; Regie: Eduard Hermann
- 1947: Herr Bergström hat geklingelt; NWDR; Regie: Eduard Hermann
- 1947: Indizien; NWDR; Regie: Eduard Hermann
- 1948: Amor auf Urlaub; NWDR; Regie: Eduard Hermann
- 1948: Das Geheimnis des Pater Brown – Der zertrümmerte Spiegel; NWDR; Regie: Eduard Hermann
- 1948: Der Verteidiger hat das Wort; NWDR; Regie: Wilhelm Semmelroth
- 1948: Jacobowsky und der Oberst; NWDR; Regie: Theodor Haerten
- 1948: Nachtexpress D 13; NWDR; Regie: Eduard Hermann
- 1948: Schneider Wibbel; NWDR; Regie: Wilhelm Semmelroth
- 1949: Das vergessene Ich; NWDR; Regie: Ludwig Cremer
- 1949: Der eiserne Besen; NWDR; Regie: Wilhelm Semmelroth
- 1949: Kilometerstein 173; NWDR; Regie: Eduard Hermann
- 1950: Die Brücke der Gerechtigkeit; NWDR; Regie: Ludwig Cremer
- 1950: Die Geschwister Cremerius; NWDR; Regie: Wilhelm Semmelroth
- 1950: Ein Mensch namens Lehmann; NWDR; Regie: Wilhelm Semmelroth
- 1950: Lumpazivagabundus am Rhein; NWDR; Regie: Wilhelm Semmelroth
- 1951: Aus den Geheimakten von Scotland Yard; NWDR; Regie: Eduard Hermann
- 1951: Die Bahnsteige sind leer; NWDR; Regie: Eduard Hermann
- 1951: Es knirscht wie Zucker; NWDR; Regie: Ludwig Cremer
- 1951: Familie Schmitz; NWDR; Regie: Raoul Wolfgang Schnell
- 1952: Das Leben Harry Lime’s; NWDR; Regie: Raoul Wolfgang Schnell
- 1952: Der Sündenbock; NWDR; Regie: Wilhelm Semmelroth
- 1952: Jeden Morgen wird es morgen; NWDR; Regie: Eduard Hermann
- 1953: Paul Temple und der Fall Vandyke; NWDR; Regie: Eduard Hermann
- 1953: Der Engel antwortete; NWDR; Regie: Wilhelm Semmelroth
- 1953: Der Hammer; NWDR; Regie: Wilhelm Semmelroth
- 1953: Die Nase; NWDR; Regie: Raoul Wolfgang Schnell
- 1953: Neues aus Schilda; NWDR; Regie: Wilhelm Semmelroth
- 1953: Reporter Rex Rendal; NWDR; Regie: Kurt Meister
- 1954: Gefundenes Geld Feierabend!; NWDR; Regie: Eduard Hermann
- 1954: Paul Temple und der Fall Jonathan; NWDR; Regie: Eduard Hermann
- 1954: Zweimal Napoleon; NWDR; Regie: Hermann Pfeiffer
- 1955: Der Schatz im Silbersee; NWDR; Regie: Kurt Meister
- 1955: Neuer Vater gefällig?; NWDR; Regie: Fritz Peter Vary
- 1956: Die Gangster von Valence; WDR; Regie: Wilhelm Semmelroth
- 1956: Eine kleine Melodie erlebt Abenteuer; WDR; Regie: Fritz Peter Vary
- 1956: Paul Temple und der Fall Madison – Folge: Einer tanzt aus der Reihe; WDR; Regie: Eduard Hermann
- 1956: Flug über die Grenze; WDR; Regie: Fritz Peter Vary
- 1957: Der Lügner; WDR; Regie: Wilhelm Semmelroth
- 1957: Der schwarze Anzug; WDR; Regie: Wilhelm Semmelroth
- 1957: Die Melodie des Todes; WDR; Regie: Friedhelm Ortmann
- 1957: Die Tote in der Bibliothek; WDR; Regie: Friedhelm Ortmann
- 1957: Don Pedro; WDR; Regie: Wilhelm Semmelroth
- 1957: Frau Maigret als Detektiv; WDR; Regie: Otto Kurth
- 1957: Inspektor Hornleigh auf der Spur; WDR; Regie: Hermann Pfeiffer
- 1957: Kleiner Grenzverkehr; WDR; Regie: Otto Kurth
- 1957: König David; WDR; Regie: Gerhard F. Hering
- 1957: Paul Temple und der Fall Gilbert – Folge: La Mortola; WDR; Regie: Eduard Hermann
- 1958: Das durchgeschnittene Kabel; WDR; Regie: Fritz Peter Vary
- 1958: Der König von Erfurt; WDR; Regie: Kurt Meister
- 1958: Die kleine Meerjungfrau; WDR; Regie: Edward Rothe
- 1958: Die Mutter; WDR; Regie: Werner Honig
- 1958: Die Schnüffelkommission; WDR; Regie: Otto Kurth
- 1958: Dr. Schiwago; WDR; Regie: Otto Kurth
- 1958: Musch läuft davon; WDR; Regie: Fritz Peter Vary
- 1958: Odyssee zu zweit; WDR; Regie: Otto Kurth
- 1958: Old Surehand; WDR; Regie: Kurt Meister
- 1958: Paul Temple und der Fall Lawrence; WDR; Regie: Eduard Hermann
- 1958: Tom Sawyers Abenteuer; WDR; Regie: Heinz Dieter Köhler
- 1958: Wat litt uns an zehndausend Daler? ; WDR; Regie: Fritz Peter Vary
- 1959: Abraham Lincoln – Der letzte Tag; WDR; Regie: Heinz Dieter Köhler
- 1959: Aktion Zweispitz; WDR; Regie: Raoul Wolfgang Schnell
- 1959: Blumen für Monsieur Jean; WDR; Regie: Friedhelm Ortmann
- 1959: Die Putzfrau; WDR; Regie: Roland H. Wiegenstein
- 1959: Eduard und Caroline; WDR; Regie: Raoul Wolfgang Schnell
- 1959: Gordon Grantley; WDR; Regie: Raoul Wolfgang Schnell
- 1959: Paul Temple und der Fall Spencer; WDR; Regie: Eduard Hermann
- 1959: Wer einmal lügt; WDR; Regie: Fritz Peter Vary
- 1960: Andere Lück sin och Minsche; WDR; Regie: Fritz Peter Vary
- 1960: Augustule, der Traumdiener; WDR; Regie: Friedhelm Ortmann
- 1960: Bontje Schweig; WDR; Regie: Wilhelm Semmelroth
- 1960: Das Transparent; WDR; Regie: Edward Rothe
- 1960: Das Violoncell; WDR; Regie: Raoul Wolfgang Schnell
- 1960: Der Nixomat; WDR; Regie: Raoul Wolfgang Schnell
- 1960: Die schottische Braut; WDR; Regie: Raoul Wolfgang Schnell
- 1960: Hans Christian Andersen. Das häßliche Entlein; WDR; Regie: Otto Kurth
- 1960: Und das Licht scheint in der Finsternis; WDR; Regie: Ludwig Cremer
- 1961: Der Fluggast; WDR; Regie: Ludwig Cremer
- 1961: Der Letzte der Gerechten: Der Gerechte der Fliegen; WDR; Regie: Ludwig Cremer
- 1961: Ein verlorener Brief; WDR; Regie: Otto Kurth
- 1961: Fridolin und der Zwölfer; WDR; Regie: Otto Kurth
- 1961: Löcher im Polder; WDR; Regie: Heinz Wilhelm Schwarz
- 1961: Paul Temple und der Fall Conrad; Regie: Eduard Hermann
- 1961: Tartarin von Tarascon; WDR; Regie: Raoul Wolfgang Schnell
- 1962: Der fliegende Doktor; WDR; Regie: Heinz Dieter Köhler
- 1962: Der unerwünschte Gast; WDR; Regie: Erik Ode
- 1962: Paul Temple und der Fall Margo; WDR; Regie: Eduard Hermann
- 1962: Phineas Taylor Barnum – ein Manager vor 150 Jahren; WDR; Regie: Hermann Pfeiffer
- 1962: Zielgerade; WDR; Regie: Otto Kurth
- 1963: Am Ende des Regenbogens; WDR; Regie: Friedhelm Ortmann
- 1963: Das verlorene Gewissen; WDR; Regie: Gustav Burmester
- 1963: Der Goldtopf; WDR; Regie: Otto Düben
- 1963: Der Mann aus Havanna; WDR; Regie: Raoul Wolfgang Schnell
- 1963: Der Tod greift ein; WDR; Regie: Hermann Pfeiffer
- 1963: Herr Albert im Park; WDR; Regie: Raoul Wolfgang Schnell
- 1963: Vasco da Gama: Der Seeweg nach Indien; WDR; Regie: Hermann Pfeiffer
- 1964: Die dunkle Seite des Mondes; WDR; Regie: Heinz Wilhelm Schwarz
- 1964: Vittoria Accorombona; WDR; Regie: Otto Kurth
- 1965: Unwiederbringlich; WDR; Regie: Heinz Wilhelm Schwarz
- 1965: …und viele Grüße von Wancho; WDR; Regie: Hermann Pfeiffer
- 1965: Am Sonntag; WDR; Regie: Heinz Wilhelm Schwarz
- 1965: Beryll sieht in der Nacht; DLF; Regie: Hans-Peter Klausenitzer
- 1965: Der Chef; WDR; Regie: Heinz Dieter Köhler
- 1965: Der heimliche Garten; WDR; Regie: Hermann Pfeiffer
- 1965: Die Prinzessin und die Hexe; WDR; Regie: Leopold Reinecke
- 1965: Die Prinzessin und die Hexe; WDR; Regie: Leopold Reinecke
- 1965: Narrenspiegel; WDR; Regie: Raoul Wolfgang Schnell
- 1965: Tao Chang, der Geizhals; WDR; Regie: Heinz Dieter Köhler
- 1965: Verlaine Twist; WDR; Regie: Otto Düben
- 1966: Magellan – Die erste Weltumseglung; WDR; Regie: Hans Gerd Krogmann
- 1966: Das Hipparion; WDR; Regie: Otto Kurth
- 1966: Das Taburett; WDR; Regie: Fritz Peter Vary
- 1966: Die Orchideenparty; WDR; Regie: Hermann Pfeiffer
- 1966: Genosse N; WDR; Regie: Gustav Burmester
- 1966: Gullivers Reisen; WDR; Regie: Otto Kurth
- 1966: Paul Temple und der Fall Genf; WDR; Regie: Otto Düben
- 1966: Verteidigung eines Totengräbers; WDR; Regie: Heinz Wilhelm Schwarz
- 1966: Vorbei; WDR; Regie: Edward Rothe
- 1966: Zwei Seelen, ach …; WDR; Regie: Heinz Wilhelm Schwarz
- 1967: Ansicht von Delft; WDR; Regie: Otto Kurth
- 1967: Der große Unbekannte; WDR; Regie: Hermann Pfeiffer
- 1967: Der Umzug; WDR; Regie: Friedhelm Ortmann
- 1967: Falsche Ecke; WDR; Regie: Curt Goetz-Pflug
- 1967: Orpheischer Dialog mit einer Art Publikum; DLF; Regie: Wolfgang Schenck
- 1967: Sackgasse; WDR; Regie: Cläre Schimmel
- 1967: Wibbels Auferstehung; WDR; Regie: Heinz Wilhelm Schwarz
- 1968: Anna Karenina; WDR; Regie: Ludwig Cremer
- 1968: Auf d’Hund jekomme; WDR; Regie: Fritz Peter Vary
- 1968: Besuch im Reihenhaus; WDR; Regie: Oswald Döpke
- 1968: Der Löwe ist los; WDR; Regie: Joachim Sonderhoff
- 1968: Et Geld litt en de Soot; WDR; Regie: Fritz Peter Vary
- 1968: Flucht zu den Sternen; WDR; Regie: Heinz Dieter Köhler
- 1968: Prozeß in Nürnberg; WDR; Regie: Raoul Wolfgang Schnell
- 1969: Der Fall Maurizius; WDR; Regie: Gert Westphal
- 1969: Der letzte Psychiater; DW; Regie: Tibor von Peterdy
- 1969: Die schwierige Aufgabe; WDR; Regie: Otto Kurth
- 1969: Die zehnte Zeitreise; DW; Regie: Tibor von Peterdy
- 1969: Egalité; WDR; Regie: Klaus Mehrländer
- 1969: Kölsch mit Genever; WDR; Regie: Leopold Reinecke
- 1969: Unkraut; WDR; Regie: Wolfram Rosemann
- 1970: Die schwarze Kerze; WDR; Regie: Gustav Burmester
- 1970: Einzelzimmer; WDR; Regie: Edward Rothe
- 1970: Monolog; WDR; Regie: Richard Hey
- 1971: Pat; WDR; Regie: Otto Kurth
- 1971: Schlußwort; WDR; Regie: Richard Hey
- 1972: Allkämpfer Kampendonck. Stereo Olympiade; WDR; Regie: Friedhelm Ortmann
- 1973: Angst und Bang; WDR; Regie: Friedhelm Ortmann
- 1974: Et Fleuten-Arnöldche; WDR; Regie: Leopold Reinecke
- 1975: Das Kontingent oder Türkische Spezialitäten für die Möller + Sohn Co-KG; WDR; Regie: Hein Bruehl
- 1975: Herbstmanöver; WDR; Regie: Günther Sauer